# Cultore della materia
Il cultore della materia è una figura accademica prevista dalla legge italiana, che opera all'interno dell'università in Italia.
Si tratta di colui che — avendo acquisito adeguate competenze in uno specifico settore scientifico-disciplinare (SSD) — è stato abilitato a svolgere, senza appartenere ai ruoli del personale docente o dei ricercatori universitari, diverse attività didattiche. Tra le altre, può entrare a comporre le Commissioni degli esami di profitto (del relativo settore scientifico disciplinare) o coadiuvare i docenti (del relativo settore scientifico disciplinare) nell'assistenza agli studenti per la preparazione delle tesi di laurea.

## Disciplina normativa
La figura è disciplinata da R.D. 4 giugno 1938 n. 1269, il titolo abilita a far parte delle commissioni per gli esami di profitto e di laurea nelle università. I cultori della materia potevano essere altresì abilitati a partecipare ai concorsi indetti dagli atenei per l'assegnazione di contratti di libera docenza universitaria. Il D.P.R. 11 luglio 1980 n. 382, all'art. 32, nel disciplinare i compiti dei ricercatori universitari, prevede che essi possano "partecipare alle commissioni d'esame di profitto come cultori della materia".

## Requisiti
L'attribuzione della qualifica di cultore della materia spetta all'università. Le regole di nomina sono disciplinate dall'autonomia dei singoli atenei, ma in molte università italiane, come l'Università degli Studi di Napoli Federico II e l'Università di Pisa, essi vengono selezionati dai consigli di dipartimento (prima della riforma Gelmini, dai consigli di facoltà universitaria) e poi nominati dai rettori. Secondo i regolamenti citati, il titolo ha una durata limitata nel tempo.